# Leibniz-Reihe
Die Leibniz-Reihe ist eine alternierende Reihe, welche in der Analysis als eines der Hauptbeispiele für solche Reihen oft genannt wird. Mit ihr wird nicht zuletzt die Kreiszahl {\displaystyle \pi } mit der Reihenlehre verbunden.
Diese Reihe wurde von Gottfried Wilhelm Leibniz in den Jahren 1673–1676 gefunden und erstmals im Jahre 1682 in der Zeitschrift Acta Eruditorum veröffentlicht. Sie lautet:
{\displaystyle \sum _{k=0}^{\infty }{\frac {(-1)^{k}}{2k+1}}=1-{\frac {1}{3}}+{\frac {1}{5}}-{\frac {1}{7}}+{\frac {1}{9}}-\dotsb ={\frac {\pi }{4}}}.
Diese Formel war dem indischen Mathematiker Madhava bereits im 14. Jahrhundert bekannt, weswegen sie mittlerweile auch Madhava-Leibniz-Reihe genannt wird, und dem schottischen Mathematiker Gregory bereits vor 1671; Leibniz entdeckte sie für die kontinentaleuropäische Mathematik neu. Die Reihe wird daher manchmal auch zusätzlich nach Gregory benannt.
Die Konvergenz dieser Reihe folgt unmittelbar aus dem Leibniz-Kriterium. Die Konvergenz ist logarithmisch.

## Herleitung
Die Leibniz-Reihe kann so hergeleitet werden:
{\displaystyle \sum _{k=0}^{\infty }{\frac {(-1)^{k}}{2k+1}}=\sum _{k=0}^{\infty }(-1)^{k}\int _{0}^{1}x^{2k}\,\mathrm {d} x=\int _{0}^{1}{\biggl [}\sum _{k=0}^{\infty }(-1)^{k}x^{2k}{\biggr ]}\mathrm {d} x=}
{\displaystyle =\int _{0}^{1}{\frac {1}{x^{2}+1}}\,\mathrm {d} x={\biggl [}\arctan(x){\biggr ]}_{x=0}^{x=1}=\arctan(1)={\frac {\pi }{4}}}
Auf der Geometrischen Reihe basiert die Umwandlung von der unendlichen Summe der Standard-Polynomfunktionen zur gezeigten gebrochen rationalen Funktion.

## Konvergenzgeschwindigkeit
Das Restglied der Summe nach {\displaystyle n} Summanden beträgt
{\displaystyle R_{n}=\sum _{k=0}^{n-1}{\frac {(-1)^{k}}{2k+1}}-{\frac {\pi }{4}}=-\sum _{k=n}^{\infty }{\frac {(-1)^{k}}{2k+1}}}.
Mit der Fehlerabschätzung des Leibniz-Kriteriums gilt
{\displaystyle |R_{n}|\leq {\frac {1}{2n+1}}}.
Genauere Betrachtungen zeigen sogar, dass
{\displaystyle |R_{n}|<{\frac {1}{4n}}}.
Mit {\displaystyle n} Summanden kann man also {\displaystyle s} Nachkommastellen mit einem Fehler < 0,5 in der {\displaystyle s}-ten Nachkommastelle erhalten:
{\displaystyle s(n)=\lg(2n)}.
Die Anzahl benötigter Summanden {\displaystyle n} für {\displaystyle s} sinnvolle Nachkommastellen im Ergebnis beträgt entsprechend
{\displaystyle n(s)={\frac {1}{2}}\cdot 10^{\textstyle s}}.

## Eine Liste von Partialsummen, die sich aus Leibniz’ Formel ergeben
Mit Hilfe der Leibniz-Reihe lässt sich eine Näherung der Kreiszahl {\displaystyle \pi } berechnen, denn es ist
{\displaystyle \pi =4\cdot \sum _{k=0}^{\infty }{\frac {(-1)^{k}}{2k+1}}=\lim \limits _{n\to \infty }\left(4\cdot \sum _{k=0}^{n-1}{\frac {(-1)^{k}}{2k+1}}\right)}.
Die folgende Liste zeigt die Folgenglieder der Folge von Partialsummen der mit 4 multiplizierten Leibniz-Reihe.
Da die Folge nur sehr langsam konvergiert, ist sie zur effizienten Berechnung von {\displaystyle \pi } nicht geeignet, auch nicht nach Umformungen.
Bemerkenswert ist die Tatsache, dass in der letzten Tabellenzeile die 9. Nachkommastelle noch nicht richtig ist, hingegen die nächsten  6 (...589793...) mit der Kreiszahl {\displaystyle \pi } übereinstimmen.
| n (Anzahl der berechneten Brüche) | {\displaystyle 4\cdot \sum _{k=0}^{n-1}{\frac {(-1)^{k}}{2k+1}}} (Ergebnis) | {\displaystyle 4\cdot \sum _{k=0}^{n}{\frac {(-1)^{k}}{2k+1}}} (Ergebnis) | Mittelwert         |
| --------------------------------- | --------------------------------------------------------------------------- | ------------------------------------------------------------------------- | ------------------ |
| 2                                 | 2,6666666666666665                                                          | 3,4666666666666668                                                        | 3,0666666666666664 |
| 4                                 | 2,8952380952380952                                                          | 3,3396825396825394                                                        | 3,1174603174603175 |
| 8                                 | 3,0170718170718169                                                          | 3,2523659347188758                                                        | 3,1347188758953464 |
| 16                                | 3,0791533941974261                                                          | 3,2003655154095472                                                        | 3,1397594548034866 |
| 32                                | 3,1103502736986859                                                          | 3,1718887352371476                                                        | 3,1411195044679165 |
| 64                                | 3,1259686069732875                                                          | 3,1569763589112720                                                        | 3,1414724829422798 |
| 100                               | 3,1315929035585528                                                          | 3,1514934010709905                                                        | 3,1415431523147719 |
| 1000                              | 3,1405926538397928                                                          | 3,1425916543395429                                                        | 3,1415921540896679 |
| 10000                             | 3,1414926535900429                                                          | 3,1416926435905430                                                        | 3,1415926485902927 |
| 100000                            | 3,1415826535897935                                                          | 3,1416026534897941                                                        | 3,1415926535397936 |
| 1000000                           | 3,1415916535897930                                                          | 3,1415936535887932                                                        | 3,1415926535892931 |
| 10000000                          | 3,1415925535897928                                                          | 3,1415927535897827                                                        | 3,1415926535897878 |
| 100000000                         | 3,1415926435897932                                                          | 3,1415926635897931                                                        | 3,1415926535897931 |
| 1000000000                        | 3,1415926525897930                                                          | 3,1415926545897932                                                        | 3,1415926535897931 |

## Konvergenz-Beschleunigung
Die Eulersche Reihentransformation erzeugt aus der Leibniz-Reihe die schneller konvergierende Reihe (Nicolas Fatio, 1705)
{\displaystyle {\frac {\pi }{4}}={\frac {1}{2}}\left(1+{\frac {1}{1\cdot 3}}+{\frac {1\cdot 2}{1\cdot 3\cdot 5}}+...+{\frac {1\cdot 2...n}{1\cdot 3\cdot 5...(2n+1)}}+...\right).}
Verbesserte Verfahren mit anderen Reihen sind im Artikel Kreiszahl aufgeführt.

## Analoge Abwandlungen
Zur Leibniz-Reihe können einige analoge Abwandlungen erstellt werden.

Das bekannteste Analogon ist die unendliche alternierende Differenz aller natürlicher Zahlen, welche direkt zum Logarithmus Naturalis von Zwei führt:
| {\displaystyle 1-{\frac {1}{2}}+{\frac {1}{3}}-{\frac {1}{4}}+\dotsb =\sum _{k=0}^{\infty }{\frac {(-1)^{k}}{k+1}}\approx 0{,}6931471805599453=\ln(2)} |
Herleitung dieses Wertes:
{\displaystyle \sum _{k=0}^{\infty }{\frac {(-1)^{k}}{k+1}}=\sum _{k=0}^{\infty }(-1)^{k}\int _{0}^{1}x^{k}\,\mathrm {d} x=\int _{0}^{1}{\biggl [}\sum _{k=0}^{\infty }(-1)^{k}x^{k}{\biggr ]}\mathrm {d} x=\int _{0}^{1}{\frac {1}{x+1}}\,\mathrm {d} x=\ln(2)}

Dies ist ein kubisches Analogon zur Leibniz-Reihe:
| {\displaystyle 1-{\frac {1}{4}}+{\frac {1}{7}}-{\frac {1}{10}}+\dotsb =\sum _{k=0}^{\infty }{\frac {(-1)^{k}}{3k+1}}\approx 0{,}835648848264721={\frac {1}{9}}{\sqrt {3}}\pi +{\frac {1}{3}}\ln(2)} |
Herleitung dieses Wertes:
{\displaystyle \sum _{k=0}^{\infty }{\frac {(-1)^{k}}{3k+1}}=\sum _{k=0}^{\infty }(-1)^{k}\int _{0}^{1}x^{3k}\,\mathrm {d} x=\int _{0}^{1}{\biggl [}\sum _{k=0}^{\infty }(-1)^{k}x^{3k}{\biggr ]}\mathrm {d} x=\int _{0}^{1}{\frac {1}{x^{3}+1}}\,\mathrm {d} x=}
{\displaystyle =\int _{0}^{1}{\frac {1}{2}}\,{\frac {1}{x^{2}-x+1}}+{\frac {1}{3}}\,{\frac {1}{x+1}}-{\frac {1}{6}}\,{\frac {2x-1}{x^{2}-x+1}}\,\mathrm {d} x=}
{\displaystyle ={\biggl \{}{\frac {1}{3}}{\sqrt {3}}\arctan {\bigl [}{\frac {1}{3}}{\sqrt {3}}\,(2x-1){\bigr ]}+{\frac {1}{6}}\ln {\biggl [}{\frac {(x+1)^{2}}{x^{2}-x+1}}{\biggr ]}{\biggr \}}_{x=0}^{x=1}=}
{\displaystyle ={\frac {1}{3}}{\sqrt {3}}\arctan {\bigl (}{\frac {1}{3}}{\sqrt {3}}{\bigr )}-{\frac {1}{3}}{\sqrt {3}}\arctan {\bigl (}-{\frac {1}{3}}{\sqrt {3}}{\bigr )}+{\frac {1}{6}}\ln(4)={\frac {1}{9}}{\sqrt {3}}\,\pi +{\frac {1}{3}}\ln(2)}

Und das ist ein quartisches Analogon zur Leibniz-Reihe:
| {\displaystyle 1-{\frac {1}{5}}+{\frac {1}{9}}-{\frac {1}{13}}+\dotsb =\sum _{k=0}^{\infty }{\frac {(-1)^{k}}{4k+1}}\approx 0{,}866972987339911={\frac {1}{8}}{\sqrt {2}}\,\pi +{\frac {1}{4}}{\sqrt {2}}\operatorname {arsinh} (1)} |
Herleitung dieses Wertes:
{\displaystyle \sum _{k=0}^{\infty }{\frac {(-1)^{k}}{4k+1}}=\sum _{k=0}^{\infty }(-1)^{k}\int _{0}^{1}x^{4k}\,\mathrm {d} x=\int _{0}^{1}{\biggl [}\sum _{k=0}^{\infty }(-1)^{k}x^{4k}{\biggr ]}\mathrm {d} x=\int _{0}^{1}{\frac {1}{x^{4}+1}}\,\mathrm {d} x=}
{\displaystyle =\int _{0}^{1}{\frac {1}{4}}\,{\frac {1}{x^{2}+{\sqrt {2}}\,x+1}}+{\frac {1}{4}}\,{\frac {1}{x^{2}-{\sqrt {2}}\,x+1}}+{\frac {1}{8}}{\sqrt {2}}\,{\frac {2x+{\sqrt {2}}}{x^{2}+{\sqrt {2}}\,x+1}}-{\frac {1}{8}}{\sqrt {2}}\,{\frac {2x-{\sqrt {2}}}{x^{2}-{\sqrt {2}}\,x+1}}\,\mathrm {d} x=}
{\displaystyle ={\biggl [}{\frac {1}{2}}{\sqrt {2}}\arctan {\bigl (}{\frac {{\sqrt {2}}\,x}{{\sqrt {x^{4}+1}}-x^{2}+1}}{\bigr )}+{\frac {1}{8}}{\sqrt {2}}\ln {\bigl (}{\frac {x^{2}+{\sqrt {2}}\,x+1}{x^{2}-{\sqrt {2}}\,x+1}}{\bigr )}{\biggr ]}_{x=0}^{x=1}=}
{\displaystyle ={\frac {1}{2}}{\sqrt {2}}\arctan(1)+{\frac {1}{8}}{\sqrt {2}}\ln {\bigl (}{\frac {2+{\sqrt {2}}}{2-{\sqrt {2}}}}{\bigr )}={\frac {1}{8}}{\sqrt {2}}\,\pi +{\frac {1}{4}}{\sqrt {2}}\operatorname {arsinh} (1)}